# Orchestre de l'église Saint-Luc
L'Orchestre de l'église Saint-Luc (Orchestra of St. Luke's en anglais) est un orchestre symphonique américain basé à New York.

## Historique
L'Orchestre de l'église Saint-Luc est un orchestre symphonique américain fondé en 1979 mais dont le noyau remonte à la création en 1974 du St. Luke Chamber Ensemble, une formation de chambre d'une vingtaine de musiciens dirigée par Michael Feldman.
Le nom de l'orchestre est dû au lieu initial des concerts, l'église de St Luke-in-the-Fields (en) dans Greenwich Village, bâtiment détruit en 1981 du fait d'un incendie.
Depuis lors, les deux formations, en fonction de leur effectif, se produisent dans les principales salles new-yorkaises.
En 2017, le chef d'orchestre canadien Bernard Labadie est nommé chef principal de l'Orchestre à compter de la saison 2018, pour une durée de quatre ans,. Son contrat est renouvelé en 2022 pour trois ans.

## Chefs permanents
Comme chefs permanents de l'orchestre se sont succédé, après Michael Feldman :
- Roger Norrington (1990-1994) ;
- Charles Mackerras (1994-2001) ;
- Donald Runnicles (2001-2007) ;
- Pablo Heras-Casado (2011-2017) ;
- Bernard Labadie (depuis 2018[3]).

## Commandes et créations
L'Orchestre de l'église Saint-Luc est le créateur de plusieurs œuvres, de John Adams (Fearful Symmetries, 1988), Chen Yi (en) (Caramoor's Summer, 2003), Nicholas Maw (Concerto pour violon, 1993), Arvo Pärt (Darf ich, pour violon et orchestre, 1995) et Charles Wuorinen (Flying to Kahami, 2006), notamment. 